# Alfred Dubé
Alfred Dubé, né le 27 juin 1884 et mort le 20 juin 1964 à Rimouski, est un homme politique québécois.